# (21613) Schlecht
(21613) Schlecht est un astéroïde de la ceinture principale d'astéroïdes.

## Description
(21613) Schlecht est un astéroïde de la ceinture principale d'astéroïdes. Il fut découvert le 12 mai 1999 à Socorro (Nouveau-Mexique) par le projet LINEAR. Il présente une orbite caractérisée par un demi-grand axe de 2,33 UA, une excentricité de 0,21 et une inclinaison de 7,0° par rapport à l'écliptique.

## Compléments